# I've been in love before (The Cats)
I've been in love before is een lied van The Cats dat werd geschreven door Cees Veerman. Het nummer verscheen in een Duitstalige versie als Kannst du die Liebe verstehen.
Het werd in 1972 voor het eerst uitgebracht op de B-kant van de single Let's dance, maar nog niet op de elpee Signed by The Cats die dat jaar verscheen. Hierop werd het pas jaren later als extra track geplaatst, toen er een uitgebreidere versie op cd verscheen.
Hierdoor was Katzen-spiele (1972) de eerste reguliere elpee waarop het uitkwam, in de Duitstalige versie als Kannst du die Liebe verstehen. De Duitse versie van het nummer kwam van Benny Lux, een pseudoniem van John Möring. Daarnaast kwam dat jaar in Duitsland ook de Engelstalige elpee Signed by The Cats uit. In de loop van de jaren verscheen de Engelstalige versie op meerdere verzamelalbums, waaronder Vaya con Dios (1972) en The Cats 100 (2008). Ook verscheen het op het album The rest of... (1994) toen The Cats een comeback kenden zonder Piet Veerman.
In de Engelse versie spreekt de zanger zijn ex-geliefde aan. Hij is al honderden malen verliefd geweest. Maar hij kan zich niet voorstellen dat hij nog eens verliefd op haar zou worden, na alle pijn die ze hem heeft gedaan. 
De Duitse tekst wijkt geheel af van de Engelse versie en werd herschreven door John Möring onder zijn pseudoniem Benny Lux. In het Duits heeft de zanger al honderden malen over de liefde horen zingen. Hij probeert zich voor te stellen hoe echte liefde zal zijn.